# Eolantus
Eolantus (lat. Aeollanthus), rod od četrdesetak vrsta sukulentnih polugrmova i zeljastog bilja iz porodice usnača (Lamiaceae). Često puta ove vrste su aromatične ili su geoksili.

## Etimologija
Ime rodu Aeollanthus dali su njemački botaničari Christian Konrad Sprengel (22. rujna 1750. – 7. travnja 1816.), botaničar i teolog. Ime se odnosi na Eola, grčkog boga vjetra, i anthos, cvijet, koji se odnosi na njegovo stanište u planinama i liticama (Clark & Charters 2016). Sprengel je imenovao rod Aeollanthus 1825. godine prema biljkama koje je sakupio dr. Ph. Martius iz biljke koju su uzgajali Kinezi u Santa Cruzu blizu Rio de Janeira u Južnoj Americi, kao ljekovitu biljku. Martius nije bio svjestan njezinog afričkog porijekla. Sakupio je biljku na putovanju u Južnu Ameriku tijekom 1817-1820 (Ryding 1986). Sprengel je nazvao svoju biljku Aeollanthus suaveolens, potonja koja je zapravo tropskog i suptropskog afričkog podrijetla (također raste u blizini Tzaneena) u Južnoj Africi i sjevernije (Codd 1985).

## Vrste
1. Aeollanthus abyssinicus Hochst. ex Benth.
2. Aeollanthus alternatus Ryding
3. Aeollanthus ambustus Oliv.
4. Aeollanthus angolensis Ryding
5. Aeollanthus angustifolius Ryding
6. Aeollanthus breviflorus De Wild.
7. Aeollanthus buchnerianus Briq.
8. Aeollanthus candelabrum Briq.
9. Aeollanthus caudatus Ryding
10. Aeollanthus cucullatus Ryding
11. Aeollanthus densiflorus Ryding
12. Aeollanthus elsholtzioides Briq.
13. Aeollanthus engleri Briq.
14. Aeollanthus fruticosus Gürke
15. Aeollanthus haumannii van Jaarsv.
16. Aeollanthus holstii Gürke
17. Aeollanthus homblei De Wild.
18. Aeollanthus lisowskii Ryding
19. Aeollanthus lobatus N.E.Br.
20. Aeollanthus myrianthus Baker
21. Aeollanthus namibiensis Ryding
22. Aeollanthus neglectus (Dinter) Launert
23. Aeollanthus paradoxus (Hua) Hua & Briq.
24. Aeollanthus parvifolius Benth.
25. Aeollanthus petiolatus Ryding
26. Aeollanthus pinnatifidus Hochst. ex Benth.
27. Aeollanthus plicatus Ryding
28. Aeollanthus pubescens Benth.
29. Aeollanthus rehmannii Gürke
30. Aeollanthus repens Oliv.
31. Aeollanthus rivularis Hiern
32. Aeollanthus rydingianus van Jaarsv. & A.E.van Wyk
33. Aeollanthus saxatilis J.Duvign. & Denaeyer
34. Aeollanthus sedoides Hiern
35. Aeollanthus serpiculoides Baker
36. Aeollanthus stuhlmannii Gürke
37. Aeollanthus suaveolens Mart. ex Spreng.
38. Aeollanthus subacaulis (Baker) Hua & Briq.
39. Aeollanthus subintegrus Ryding
40. Aeollanthus trifidus Ryding
41. Aeollanthus tuberosus Hiern
42. Aeollanthus ukamensis Gürke
43. Aeollanthus viscosus Ryding
44. Aeollanthus zanzibaricus S.Moore